# Malá nad Hronom
Malá nad Hronom és un poble i municipi d'Eslovàquia que es troba a la regió de Nitra, al sud-oest del país. Compta amb una població de 394 habitants (2022).

## Història
La primera menció escrita de la vila es remunta al 1523.

## Demografia
| Godina             | 1994 | 2004   | 2014   | 2024   |
| ------------------ | ---- | ------ | ------ | ------ |
| Nombre de persones | 421  | 409    | 373    | 381    |
| Diferència         |      | −2,85% | −8,80% | +2,14% |

| Godina             | 2023 | 2024   |
| ------------------ | ---- | ------ |
| Nombre de persones | 384  | 381    |
| Diferència         |      | −0,78% |